# Talang Empat (Seluma Utara)
Talang Empat is een bestuurslaag in het regentschap Seluma van de provincie Bengkulu, Indonesië. Talang Empat telt 522 inwoners (volkstelling 2010).